# Prefektura Fokida
Fokida ((gr) Φωκίδα, IPA: [foˈkiða]) je jedna od grčkih prefektura, dio periferije Središnja Grčka. Glavni grad prefekture je Amfisa (bivšeg imena "Salona"). Iako je blizu Atene, spada među slabije razvijene i rjeđe naseljene grčke prefekture.

## Zemljopis
Prefektura Fokida na jugu izlazi na Korintski zaljev, dio Jonskog mora. Fokida spada u izrazito brdovite prefekture Grčke s vrhovima i preko 2000 m (poznata planina Parnas). Ova prefektura ima u sjevernom dijelu i planinsku klimu, veoma oštrom za grčke uvjete. Južni dio je primorski sa sredozemnom klimom.
Prefektura se proteže od planina Parnassus na istoku do planinskog lanca Vardousia na zapadu, iznad Korintskog zaljeva. Prefektura se većim dijelom poklapa s povijesnom regijom Fokidom. 
Od 2120 km² površine prefekture, oko 560 km² je prekriveno šumom, 36 km² su ravnice, dok je ostatak planinski. Susjedne prefekture su Etolija-Akarnija na zapadu, Ftiotida na sjeveru i Beocija na istoku.
Većina naselja se nalazi u južnom, jugozapadnom i zapadnom dijelu prefekture, posebno između Amfise i Itee. Sjever i istok prefekture su slabije naseljeni.
Većina južnih i istočnih dijelova su kameniti, planinski prostori, bez šuma. Gradove Amfisu i Iteu spaja dolina. Sjeverni, središnji i zapadni dijelovi su šumoviti.
Najznačanija rijeka u prefekturi je Mornos, na kojoj je i brana Mornos, dovršena 1960-ih godina.

## Stanovništvo
S 49.576 stanovnika (2001), Fokida je 8. najslabije naseljena prefektura, s gustoćom stanovništva manjom od 23 stanovnika/km²
U ljetnim mjesecima, broj stanovnika se podvostruči zbog dolaska turista.

## Općine
| Općina    | YPES kod | Sjedište (ako je različito) | Poštanski broj |
| --------- | -------- | --------------------------- | -------------- |
| Amfisa    | 5101     |                             | 331 00         |
| Delfi     | 5105     |                             | 330 54         |
| Desfina   | 5106     |                             | 330 50         |
| Efpalio   | 5107     |                             | 330 56         |
| Galaxidi  | 5103     |                             | 330 52         |
| Gravia    | 5104     |                             | 330 57         |
| Itea      | 5108     |                             | 332 00         |
| Kallieis  | 5109     | Mavrolithari                | 330 63         |
| Lidoriki  | 5110     |                             | 330 53         |
| Parnassos | 5111     | Polydrosos                  | 330 51         |
| Tolofona  | 5112     | Erateini                    | 330 58         |
| Vardousia | 5102     | Krokyleio                   | 330 61         |

## Vanjske poveznice
- Fanaticus website:  Arhivirana inačica izvorne stranice od 7. ožujka 2004. (Wayback Machine) Phokians, 668–450BC
- http://www.grecian.net/GREECE/centralgreece/fokida/fokida.htm  Arhivirana inačica izvorne stranice od 8. ožujka 2005. (Wayback Machine)
- http://hellas.teipir.gr/prefecturesenglish/Fokidas/Delfoi.htm%5Bneaktivna+poveznica%5D